# 宇喜多秀家
宇喜多 秀家（うきた ひでいえ）は、安土桃山時代の武将・大名。宇喜多氏の当主。通称は八郎、参議に任じられた天正15年以降は備前宰相と呼ばれた。
父・直家の代に下克上で戦国大名となった宇喜多氏における、大名としての最後の当主である。豊臣政権下（末期）の五大老の一人で、家督を継いだ幼少時から終始、秀吉に重用されており、秀吉の養女・豪姫を妻として豊臣一門としての扱いを受けていた。関ヶ原の戦いで西軍の主力の一人として敗れて領国を失うまで、備前岡山城主として備前・美作・備中半国・播磨3郡の57万4,000石を領していた。

## 名称
「宇喜多秀家」はあくまでも歴史用語である。天正10年（1582年）の元服時には仮名として「八郎」、諱（実名）として「秀家」を名乗り、宇喜多家の家督を継承したが、宇喜多の名字が使われた記録は無い。また、宇喜多氏の本姓は三宅氏とされているが、三宅姓が使われた記録も発見されていない。唯一の例外として、慶長2年（1597年）11月と翌年9月に執筆された備中吉備津社の棟札が知られていたが、いずれも秀家は領国不在の折で、父・直家の代から崇敬されていた遍照院の円智による代作であったことが判明している。天正13年の書状では「羽柴八郎」となっているが、その前年には後見人の羽柴秀吉から名字を省略されて「八郎殿」と称されており、名字の省略は大抵は同名だったことから既に「羽柴八郎」を称していた可能性が高い。天正13年の秀吉の関白就任に伴い豊臣姓を与えられ、侍従に任官して「羽柴備前侍従」を称し、その後昇進に伴い「羽柴備前少将」、「羽柴備前宰相」と改称し、関ヶ原の戦い時は「羽柴備前中納言」であった。同一文書内で「備前宰相」「浮田宰相秀家」と書かれたものも存在する（文禄元年）。文禄4年（1595年）の起請文では「羽柴備前中納言秀家」となっている。本姓を使った対天皇の格式名称としては聚楽第行幸の際の「参議左近衛中将豊臣秀家」と署名した記録が残るほか（天正16年『聚楽第行幸記』）、嫡男「豊臣秀隆」の任官につき「備前浮田」「備前浮田息」と併記された文書も残っている。
なお、諱は戦場での名乗りや正式な文書の署名で仮名または百官名を併記して使うが、仮名は百官名を得るまでの仮（臨時）の通称であるため、百官名とは両立しない。すなわち、当時の社会通念上、宇喜多秀家や宇喜多備前中納言八郎秀家と名乗ることはない。
当初家氏と名乗ったとする文献もあるが、一次史料では確認できない。

## 生涯

### 家督相続
元亀3年（1572年）、宇喜多直家の嫡男として生まれた。直家は遅くとも同年10月には備前岡山城（現在の岡山県岡山市北区）を本拠としているので、秀家は岡山城で生誕した可能性がある。直家は天正7年（1579年）に毛利氏の陣営から織田信長の陣営に鞍替えしたために、戦線の最前線として毛利氏の猛攻にさらされていたものの、善戦してどうにか耐えていた。
天正9年（1581年）11月から翌年1月ごろ、直家が病死。翌天正10年（1582年）1月21日、宇喜多氏重臣らが羽柴秀吉とともに安土城の信長を訪れ、秀家の家督継承の許しを得た（『信長公記』）。11歳で当主となった秀家に実権はなく、宇喜多家中は叔父・忠家や富川秀安、長船貞親、岡家利（この3人は後世「三人家老」と呼ばれた）、明石行雄ら直家以来の重臣たちによる集団指導体制がとられた。

### 織田信長時代
同年2月21日、八浜合戦で宇喜多与太郎が戦死。直家の死後悪化していく宇喜多氏の状況の転機となったのが、同年4月の羽柴秀吉の備中侵入であった。羽柴・宇喜多軍は毛利方の拠点を次々と陥落させたばかりでなく、調略により毛利元就の娘婿・上原元祐を寝返らせるなど、戦況は逆転した。
同年5月には羽柴・宇喜多軍は備中高松城を包囲するに至ったが、6月2日、本能寺の変で信長が死去する。このため、秀吉と毛利輝元は和睦。『浦上宇喜多両家記』によれば、秀家と秀吉の養女・豪姫（前田利家の娘）との婚約が成立したのは、中国大返しで畿内に向かう秀吉を秀家が野田村（現・岡山市北区）で迎え、ともに岡山城に入った際のことであるという。天正11年（1583年）年成立の大村由己『柴田退治記』にも「直家遠行之後、召出嫡男、賞聟君、分名字号羽柴八郎秀家」とあることから、遅くとも翌年までに縁組が成ったことは間違いない。
羽柴・毛利双方の協議による中国国分は難航したが、天正13年（1585年）2月に交渉を終え、秀家は備中東部から美作・備前を領有する大名となった。19世紀の『廃絶録』などによれば57万4千石とされるが、『当代記』の示す47万4千石が正しいとみられる。

### 豊臣秀吉時代

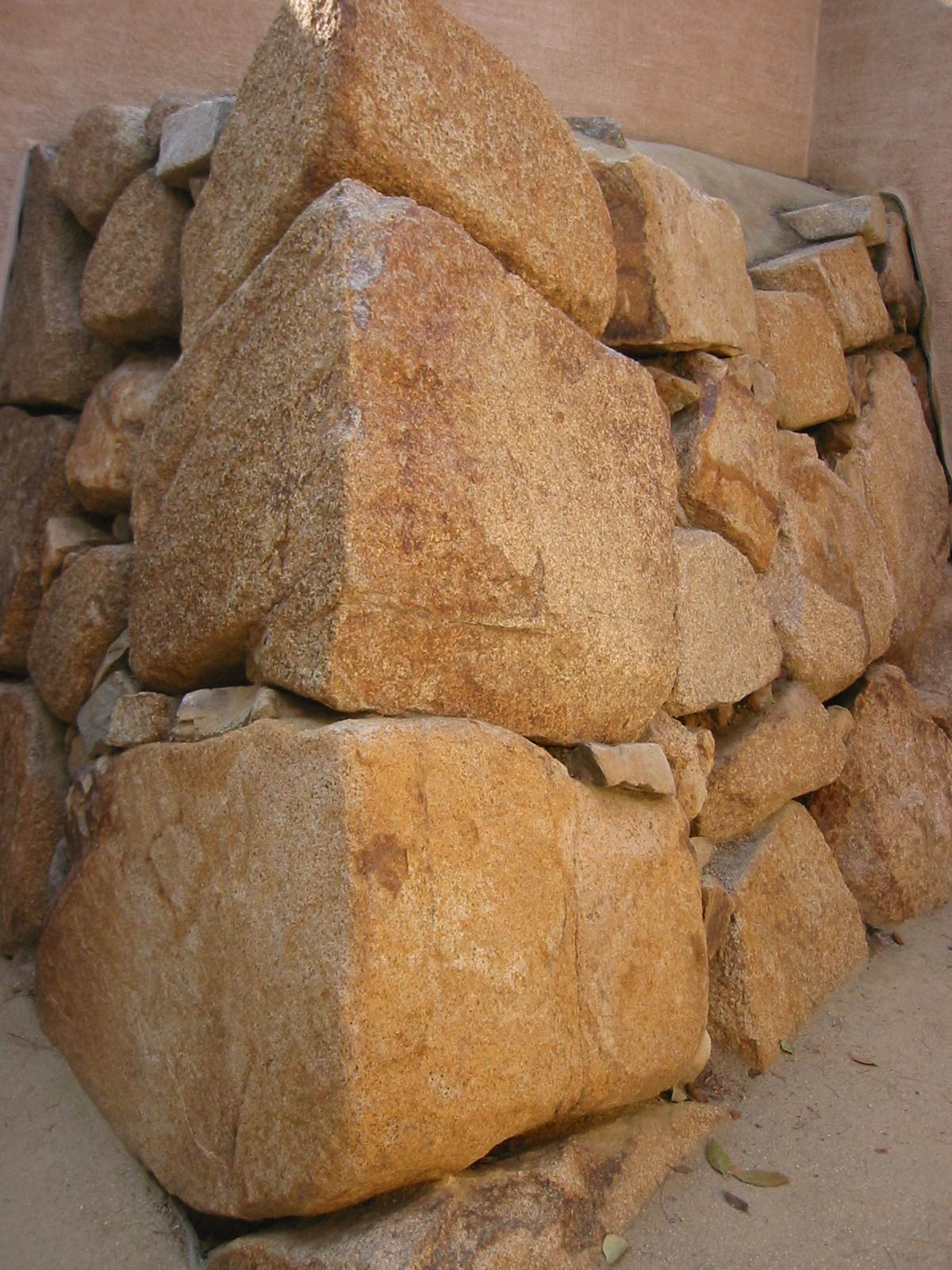
岡山城の石垣で、宇喜多秀家が改修した部分が残存する。

元服した際、豊臣秀吉より「秀」の字を与えられ、秀家と名乗った。天正16年（1588年）以前に秀吉の養女・豪姫を正室とする。このため、外様ではあるが、秀吉の一門衆としての扱いを受けることになった。
天正12年（1584年）、小牧・長久手の戦いでは当初毛利輝元や長宗我部元親への備えとして領国で防備を固めることとされたが、根来寺・雑賀衆が岸和田城を攻めたため、大坂近辺の守備のため派兵を行った。
天正13年（1585年）3月、紀州征伐に参加したのが秀家の初陣とみられる。続いて、四国攻めでは讃岐国へ上陸後、阿波戦線に加わった。同年10月、従五位下侍従に叙任。『備前軍記』では秀家の元服を同年とするが、『備前軍記』よりも古い史料では確認できない。
天正14年（1586年）、九州征伐にも豊臣秀長のもと、毛利輝元らとともに日向戦線に参加した。
天正15年（1587年）、秀吉より、豊臣姓（本姓）と羽柴氏（名字）を与えられた。11月22日、正四位下参議に叙任。
天正16年（1588年）4月8日、従三位に昇階、その直後の聚楽第行幸に伴い清華成を果たした。同年に家臣・花房秀成が書簡中で岡山での普請のための大石確保について述べており、このころには岡山城の石垣の普請など大規模な改修を進めていたとみられる。
天正18年（1590年）2月30日、小田原征伐に京都から出陣し、『御湯殿上日記』や『晴豊記』によれば宇喜多勢の陣容はじつに見事なものだったという。8500の軍勢を率いて小田原城包囲に参加したが、特筆される武功は残していない。
天正20年（1592年）、文禄の役に出陣し、5月には李氏朝鮮の都・漢城に入って漢城の平定・統治を担当した。漢城陥落の報を受けた秀吉は、明を征服後に秀家を日本の関白もしくは高麗の支配者とする政権構想を示している。同時に、明の関白は豊臣秀次、九州には豊臣秀勝と述べている。なお秀家は花房秀成を使者として秀吉のもとに派遣し、明国進出の前線に自らを出してほしい旨申し出て、6月13日付の朱印状でこれを認められている。豊臣秀勝の病死、毛利輝元の病臥などに影響されたものか、10月には秀家が朝鮮で病死したという噂が流れている（『多聞院日記』）。
文禄2年（1593年）1月、李如松率いる明軍が漢城に迫ると、碧蹄館の戦いで小早川隆景らとともにこれを破った。2月12日、幸州山城を攻めるが大敗し、秀家自身も矢傷を負った。同月18日に秀吉は秀家宛の朱印状を発し、その中で諸将にはその写しを伝達するよう指示しているように、秀家が在朝鮮日本軍の総大将の扱いを受けることとなった。同時に秀吉は加藤光泰・前野長泰に秀家に異見（忠告・訓戒）するよう命じており、経験が浅く血気盛んな秀家の軽挙を制止しようとしていたとみられる。漢城を撤退した秀家は6月に晋州城攻略という戦果を挙げ、10月に帰国を果たした。
文禄3年（1594年）、領国で惣国検地を実施、その際責任者であった長船紀伊守・中村次郎兵衛・浮田太郎左衛門が後述する宇喜多騒動の原因となったと『戸川家譜』は記録している。10月22日、秀家は権中納言に任官した（久我文書）。
慶長2年（1597年）、慶長の役では毛利秀元らとともに再渡海し、左軍の指揮をとって8月には南原城攻略を果たした。戦線縮小方針に伴い順天倭城の築城などにあたった。
慶長3年（1598年）4月、日本に帰国。死期の近付いた秀吉は7月15日に形見分けを行い、秀家はかつて信長が所持していたこともある名物、初花肩付を与えられている。同日諸大名は徳川家康・前田利家の両名に宛てて起請文を提出しており、この時期に五大老が成立したとみられ秀家はその一員となった。8月18日、秀吉は伏見城で死去。

### 宇喜多騒動

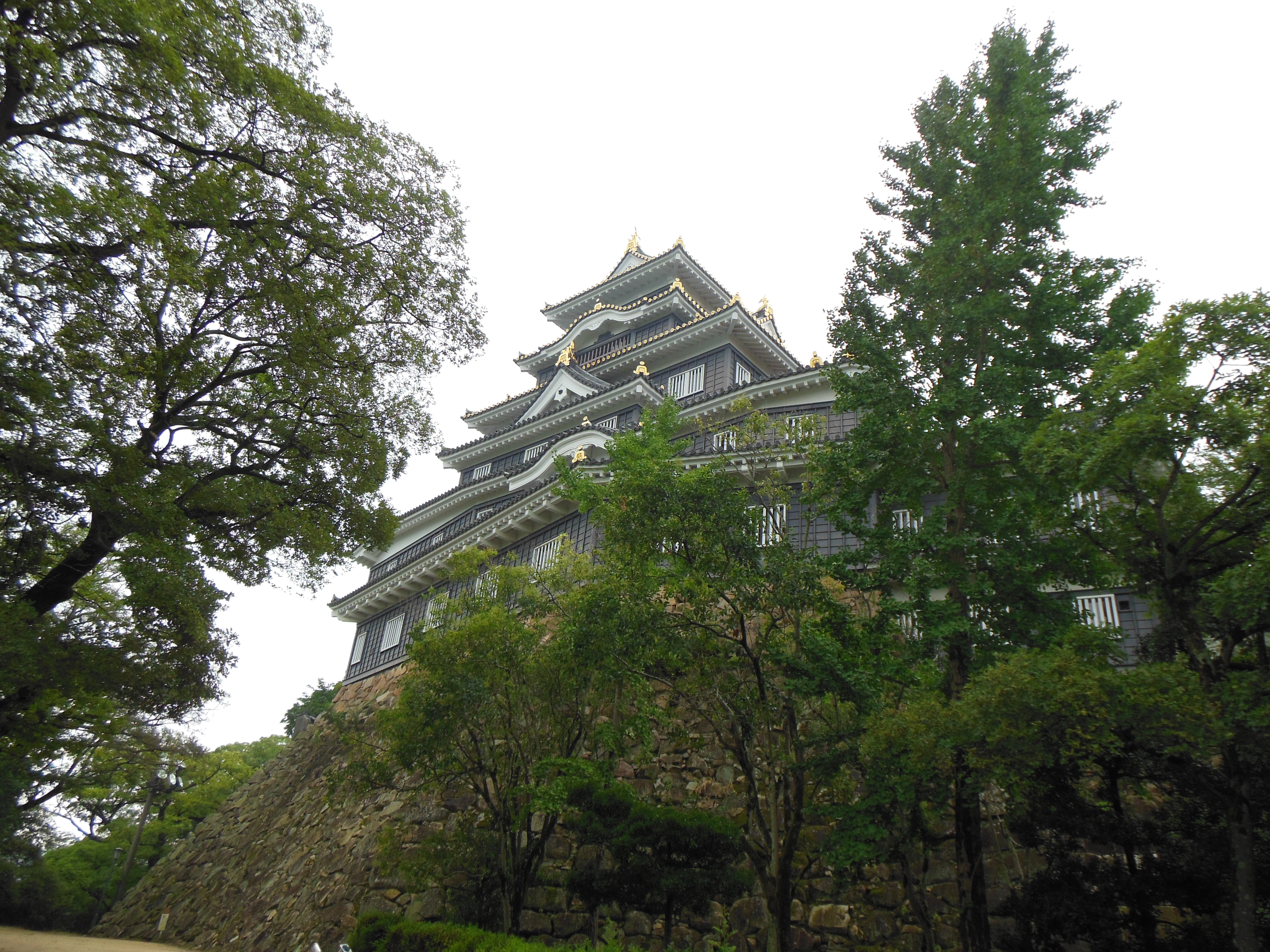
岡山城復元天主

慶長4年（1599年）末から翌慶長5年（1600年）にかけて、複数の重臣が宇喜多家を離れる結果を生むいわゆる宇喜多騒動が発生した。宇喜多騒動について伝える同時代史料は『鹿苑日録』慶長5年正月8日条が唯一のものである。『鹿苑日録』は、5日夜に中村次郎兵衛が宇喜多家中で専横をはたらいたために殺害され、70人ほどの家臣が宇喜多家から離散したことを記録する。このときに宇喜多家を離れた戸川達安の息子が後に記録した『戸川家譜』にはより詳しい記述がある。同書ではまず中村次郎兵衛・長船紀伊守・浮田太郎左衛門の断行した惣国検地によって領国内が混乱したとする。そのため浮田左京亮、戸川達安、岡越前守、花房秀成といった重臣が中村次郎兵衛の襲撃を計画したが未然に発覚し、中村は逃亡に成功する。これに怒った秀家は戸川を大谷吉継の屋敷に呼び寄せて殺害しようとするが、左京亮によって戸川は救出される。戸川は大坂玉造の左京亮の屋敷に移動し、岡・花房らとともに皆で剃髪して立て籠もったという。ただし『戸川家譜』は宇喜多家を出奔した戸川氏の手による記録のため、秀家や中村次郎兵衛の非をただちに史実と認めるのは困難である。中村次郎兵衛は実際には死亡しておらず後に加賀藩に出仕することとなるが、加賀藩で書かれた『乙夜之書物』では、達安ら重臣が城に近い土地を自分たちのものにしてしまったことで困窮した小身家臣の訴えを受けた中村が知行地の割り替えを行ったことが対立の原因であるとして、中村に道理があったとしている。また、関ヶ原の戦いの直前に戸川達安が明石掃部に充てた書状には「秀家御仕置にてハ国家不相立」と述べて、自分としては宇喜多家の滅亡につながるような事態は望まないと文中にて釈明しながらも秀家の政務に対する不満を公言している。更に秀家の正室である豪姫が騒動発生直後に祈祷を行わせたという記事がある（『義演准后日記』慶長5年正月9日条・『北野社家日記』同10日条）。彼女が正月に祈祷を行わせたのが確認できるのは慶長5年のみであり、しかも中村次郎兵衛の襲撃計画発覚直後の話であることを考えると、この襲撃の本当の標的は秀家その人で、豪姫の祈祷依頼も夫の無事を祈るものではなかったのかとする指摘もある。
最初、大谷吉継・榊原康政・津田秀政が騒動の調停にあたったとされる（『慶長年中卜斎記』）が解決に至らなかったため、慶長5年正月に徳川家康が裁断したという（『戸川家譜』）。また、『当代記』によれば、大谷吉継は秀家に理があると考え、徳川家康は重臣達に理があると考えていたのだという。戸川は武蔵国岩付（さいたま市）に移され、左京亮・岡・花房は宇喜多家の領国・備前に下った（『戸川家譜』）。一度は宇喜多家に復帰した岡・花房であったが、同年5月には宇喜多家を去ったとみられる。
この騒動で戸川・岡・花房ら秀家と対立した重臣らだけでなく、秀家が能力を見込んで重用した中村までも宇喜多家を退去することになり、宇喜多家の軍事的・政治的衰退につながった。なお、戸川・岡・花房の3名はこの後、家康の家臣となっている。一方、左京亮も家康に預けられたと言われているが、実際にはこの時には宇喜多家に留まったとみられている。
宇喜多騒動にはさまざまな要因があるが、基本的には上述のような宇喜多家臣団の内部抗争が前提として挙げられる。しかしそれがこの時期に顕在化した要因としては、秀吉という圧倒的後ろ盾が没し秀家の主君としての求心力が低下していたことに加え、秀家の領国支配を助けていた譜代の重臣・長船紀伊守が死去したことも、秀家に反発する家臣の歯止めがきかなくなる原因となったとみられる。
旧来家臣団対立の原因として、『備前軍記』が伝える明石掃部・長船紀伊守・中村次郎兵衛・浮田太郎左衛門らキリシタンと戸川達安・浮田左京亮・岡越前守・花房秀成ら日蓮宗の家臣の対立や、秀家が日蓮宗の家臣にキリスト教への改宗を命じたことが挙げられることがある。しかし、そもそも秀家に背いた浮田左京亮はキリシタンであり、彼らの中でほかにキリシタンであったことが確認できるのは騒動に関与しなかった明石掃部とその姉妹聟（おそらく岡越前守）のみのため、史実ではないとみられる。
重臣らを多数失った秀家が家中の立て直しを委ねたのは、家臣で最大の知行を有し、宇喜多騒動に中立を保ちながらもそれまで領国経営に関与してこなかった秀家の姉妹聟・明石掃部であったが、明石による侍登用などの施策が充分な成果を上げる前に、関ヶ原の戦いを迎えることとなる。

### 関ヶ原の戦い

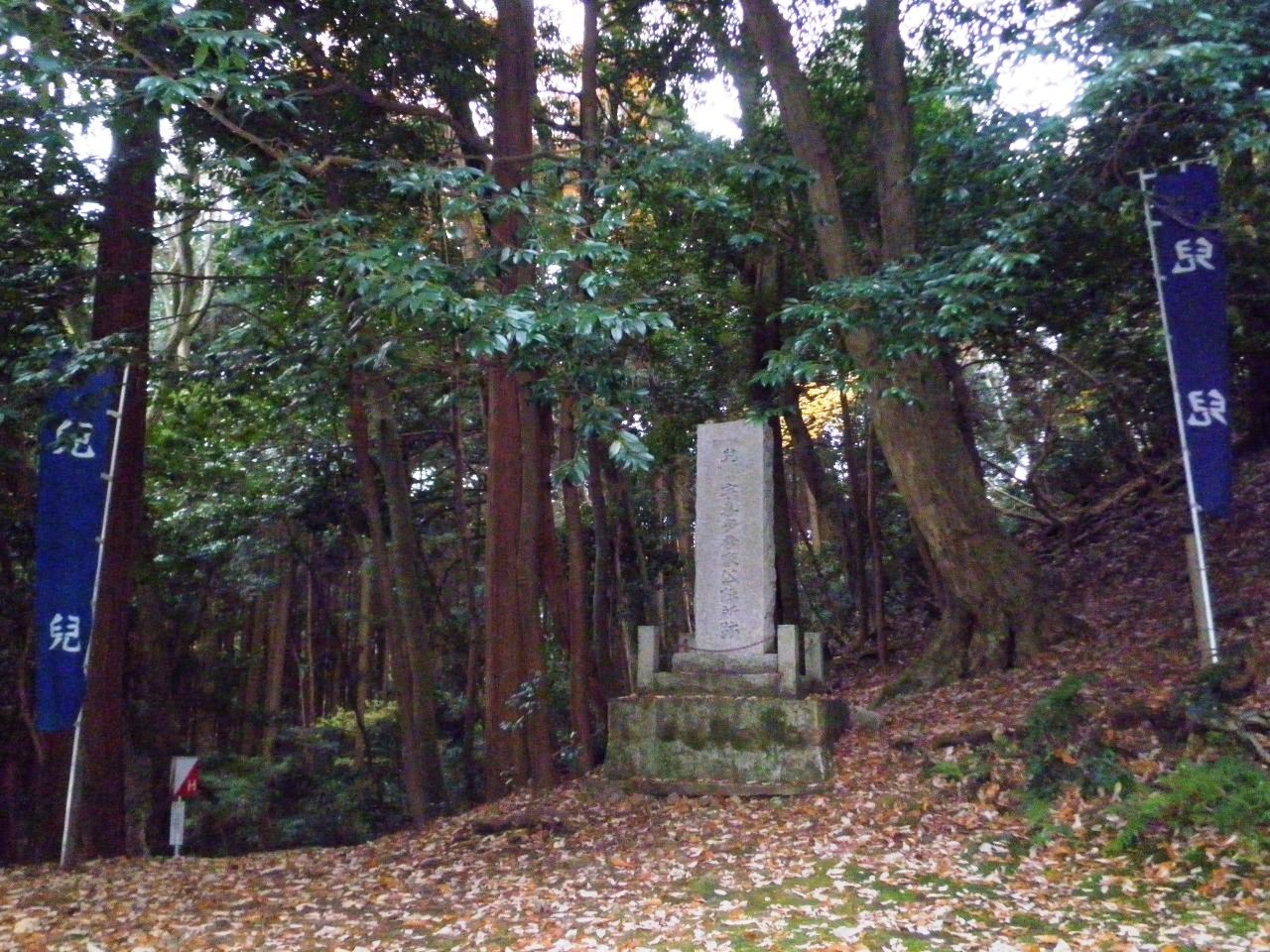
関ヶ原の戦いの宇喜多秀家陣跡（岐阜県不破郡関ケ原町）

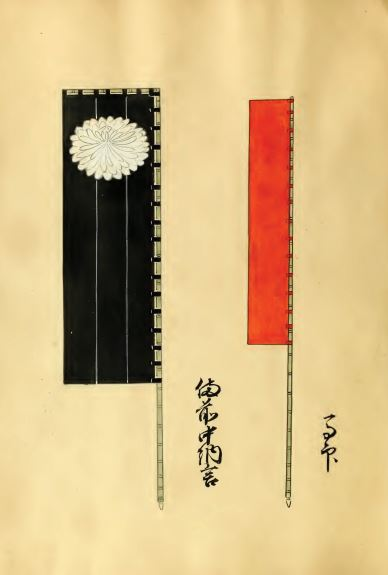
宇喜多秀家の旗印

秀吉没後、後を追うように豊臣秀頼の後見役だった義父の前田利家が慶長4年（1599年）に死去すると、豊臣家内で武断派の加藤清正・福島正則らと、文治派の石田三成・小西行長らとの派閥抗争が表面化した。これに乗じた五大老随一の実力者徳川家康が、豊臣政権下における影響力を強めることになった。そして清正ら武闘派七将による石田三成襲撃事件が勃発した際には、秀家は佐竹義宣とともに三成を救出した。
慶長5年（1600年）、家康が会津征伐のため出兵すると、秀家は浮田左京亮を先発隊として派遣し、当初は協力的な姿勢を見せていた。ところが、その後になって家康が出兵している機を見計らい、石田三成は毛利輝元を総大将として、家康打倒のために挙兵した。秀家は西軍の副大将として、石田三成、大谷吉継らとともに家康断罪の檄文を発し、西軍の主力となる。なお、既に会津征伐軍に合流してしまったために進退窮まることになった左京亮は秀家と決別して東軍に加わることになった。秀家は伏見城の戦いでは総大将として参加し攻略、その後本隊と別れて伊勢国長島城を攻撃したのち、美濃国大垣城に入城し西軍本隊と合流した。関ヶ原の戦いにおいても西軍主力（西軍の中では最大の1万7,000人）として戦い、東軍の福島正則隊と戦闘を繰り広げた。先の宇喜多騒動で左京亮他多くの重臣が出奔した宇喜多家は浪人雇用で糊口を凌いだが、小姓が鉄砲大将を務める等指揮官層の人材不足が露呈している。加えて同じ豊臣一門である小早川秀秋が東軍につき、西軍は総崩れとなり、宇喜多隊は壊滅した。
秀家が西軍決起の発案者であるとの説がある。石田三成が大谷吉継に協力を求める前の7月1日、秀家が豊国社で出陣式を早くも行っていることをその根拠とする。なお、この出陣式に高台院（ねね）は側近の東殿局（大谷吉継の母）を代理として出席させており、ともに戦勝祈願を行っている。これにより、高台院が東軍支持だったという俗説には、主に白川亨により疑問が提示されている。

### 薩摩への逃亡
関ヶ原の戦い後、宇喜多家は家康によって改易されたが、秀家は捕縛を逃れ逃亡に成功する。『慶長年中卜斎記』『難波経之旧記』によれば伊吹山方面に進藤正次とともに逃亡、百姓家にしばらく匿われた後、上方から難波秀経ら家臣を迎えに来させて上方に潜伏後、同じ西軍であった島津義弘などを頼り薩摩国へ落ち延びていったという。秀家が潜伏した農家の場所について、『慶長年中卜斎記』は北近江とするが『難波経之旧記』は美濃国山中村（関ケ原町山中）としており、秀家が難波秀経に与えた書状には「山中」から付き従い奉公したことが述べられており、美濃国山中村に潜伏したというのが正しいとみられる。なお進藤正次は秀家の身柄を上方に逃れさせた後に徳川方に出頭して捜索の攪乱を試みつつ、徳川家の家臣に取り立てられている。『美濃国諸旧記』には美濃国白樫村（揖斐川町白樫）の矢野五右衛門に匿われたとの内容があるが、上方ではなく関ヶ原の北東方面に逃亡したというのは考えにくい。秀家は京の太秦に潜伏、京都所司代の奥平信昌に発見されるが逃走に成功。『慶長年中卜斎記』には翌慶長6年（1601年）に関ヶ原の庄屋が語った内容として、秀家の家臣には本多正純の弟・政重がいたため万一政重に無礼があっては後で不利益を蒙りかねないと厳重な落ち武者狩りは無用と申し渡していたことが記録されており、秀家が逃げおおせた一因とも考えられる。
慶長6年（1601年）6月に秀家は上方から海路をとったのか、薩摩半島の山川湊に到着した。この時期の島津忠恒宛の書状では名前を成元、さらに休復と改めていたことが確認でき、出家していたものと考えられる。島津氏の庇護下では大隅牛根（現在の鹿児島県垂水市）にかくまわれた。このとき、秀家が島津氏に兵を借り、琉球王国を支配しようとしたという伝説が残っている。
慶長7年（1602年）12月、徳川・島津間の和議が成立し、島津忠恒が上洛し家康と対面した。このとき忠恒によって秀家潜伏が明かされ、身柄引渡しが進められることとなった（『当代記』）。
翌慶長8年（1603年）8月6日、秀家は伏見に向けて薩摩を出発した。
なお、身柄引き渡しの際に一緒についてきた家臣2名を島津家に仕官させるが、このうちの一人本郷義則は、薩摩の日置流弓術師範の祖、東郷重尚の最初の弓術の師匠となる。
8月20日に忠恒は相国寺の西笑承兌に書状を発して秀家助命を依頼しており、同書状中で本多正純・山口直友にも助命依頼をしていることを述べている。その結果9月2日に助命が決定され、駿河久能（静岡市駿河区または袋井市久能）への移送という軽い処分となることが決まった。なお秀家の義兄・前田利長が宇喜多秀家の助命に積極的に関わったと証明できる同時代史料は見つかっていないため、利長・豪姫の母である芳春院が秀家のために動いていたとする説がある。秀家は西軍の将としてはきわめて軽い処分で済んだだけでなく、秀家の身柄は実際には駿府城の二の丸に置かれることとなったという。

### 八丈島配流

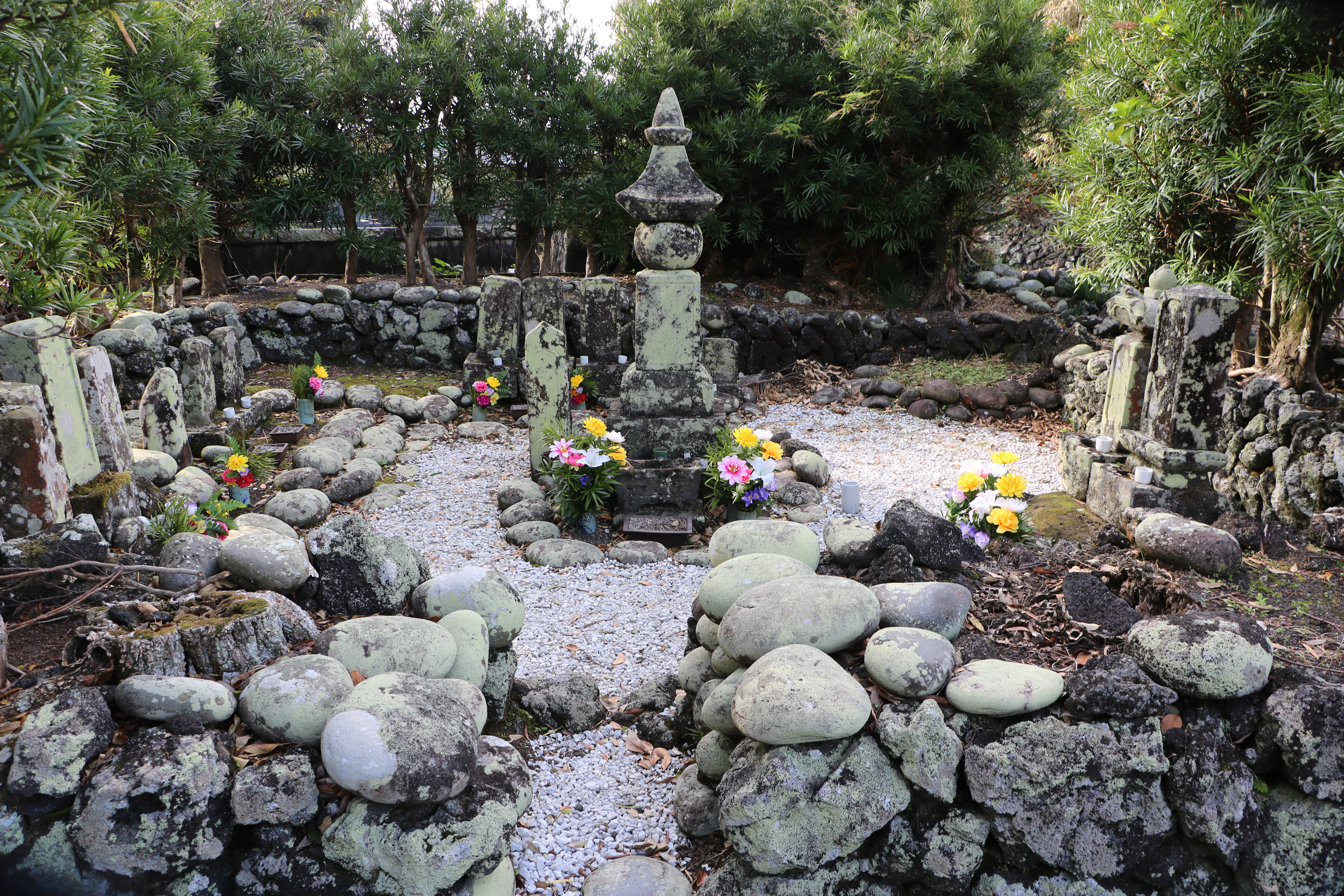
八丈島の宇喜多秀家の墓（東京都指定文化財）

駿河国に移送された秀家だったが、その直後八丈島に移されることが決まり、その経緯は不明となっている。駿府から下田を経て慶長11年（1606年）4月に息子2人（孫九郎秀隆・小平次）などとともに八丈島に移された。秀家は八丈島の公式史上初の流人とされる。
記録に残る秀家父子の随従者のうち、士分は村田道珍斎（助六）・浮田次兵衛・田口太郎右衛門・寺尾久七・（姓不明）半十郎（もしくは半三郎）の5名、中間は弥助と市若の2名、残りは浮田次兵衛の下男である才若、浮田小平次の乳母であるあい、あいの下女であるとらの合計10名でいずれも八丈島で生涯を閉じている。その中でも加賀前田氏に仕えていた医師で秀家の義兄である前田利長の命令で秀家に付き添ったと言われている村田道珍斎は現地における秀家の家老的な存在で、加賀藩との取次を務めているのも八丈島で代々子孫を伝えたのも彼だけである。ただし、前述の経歴は後世編纂の『八丈実記』によるもので彼が実際に医師であったとする裏付けはない。一方、宇喜多氏の旧臣で改易後に前田氏に仕えた村田四兵衛は宇喜多氏時代には「浮田」の名字を与えられていたと記録されており、道珍斎は四兵衛の係累で宇喜多氏との関係から秀家に付けられたとする説もある。
八丈島では苗字を浮田、号を久福と改めた。妻の実家である加賀前田氏や旧臣であった花房氏・進藤氏から米や金子、料紙の支援を受けていただけでなく、花房幸次は本土帰還のとりなしも試みていた。
秀家は島で50年を過ごし、高貴な身分も相まって他の流人よりも厚遇されていたと伝えられる。また、八丈島を所領としていた源（みなもと）家によく招かれ、宴を楽しんだ記録が残っている。源家は宗福寺の住職も兼ねているが、この寺院は宇喜多家の菩提寺である。
また、元和2年（1616年）に秀家の刑が解かれ、前田利常から秀家に、前田家から10万石を分け与えるから大名へ復帰したらどうかとの勧めを受けるが、秀家はこれを断って八丈島に留まったとも伝わる。
八丈島での生活は不自由であったらしく、『明良洪範』は、嵐のため八丈島に退避していた船に乗っていた福島正則の家臣に酒を恵んでもらったと伝える。このほか、八丈島の代官におにぎりを馳走してもらった（あるいは飯を二杯所望し、三杯目はお握りにして家族への土産にした）という話を、『浮田秀家記』『兵家茶話」が載せている。また、秀家が島で水汲女（現地妻）を置いたかどうかについては全くわかっていないが、その記録が一切ないことから水汲女を置かなかったと考えられている（『八丈島流人銘々伝』）。
明暦元年（1655年）11月20日、秀家は死去した。享年84。このときすでに江戸幕府第4代将軍徳川家綱の治世で、関ヶ原に参戦した大名としては最も長く生きた。墓は東京都八丈町大賀郷の稲場墓地、前田家所縁の東京都板橋区板橋の東光寺、同じく石川県金沢市野町の宝池山功徳院大蓮寺などにある。法名は尊光院殿秀月久福居士。正室・豪姫の法名は樹正院殿命室寿晃大禅定尼。
宇喜多秀家が八丈島での残した辞世の句。
大名の宇喜多家は滅亡したが、秀家とともに流刑となった嫡男・孫九郎と末子・小平次の子孫が八丈島で血脈を伝え、7家に分かれた。孫九郎直系の子孫のみが「宇喜多」を称し他の家は「浮田」を称した。

## 近現代
明治以後、宇喜多一族は赦免となり、元・加賀藩主前田氏の庇護の下で東京（本土）の前田家の土地に移住したが、そのうち何名かは数年後に八丈島に戻った。この島に戻った子孫の家系が現在も秀家の墓を守り続けている。秀家が釣りをしていたと伝わる八丈島・大賀郷の南原海岸には、西（＝備前国）を臨む秀家と豪姫の石像が建てられている。
八丈島には秀家を顕彰する団体「久福会」があり、岡山市や加賀藩の城下町であった石川県金沢市などと交流しながら秀家の供養などをしている。
板橋区立美術館には、古くから秀家が描いたと伝えられる「鷹図」（画像、法鑑禅師賛）が所蔵されている。しかし、秀家が絵をよくしたという史料は残っていない。鷹は武人画家がしばしば手がけた画題であり、画中のS字型に屈曲した枝は李朝絵画によく見られる描法であることから、秀家が朝鮮出兵した史実と重ねられていると考えられる。

## 肖像画
本項にも掲載されており、現代で広まる秀家の貴公子のイメージを創り上げたと評価される宇喜多秀家の肖像画は、明治29年（1896年）に鳥取市に生まれた日本画家である市原寿一が描いた壮年時代の秀家の想像図であり、岡山城の復興天守が竣工した昭和41年（1966年）11月に岡山城に寄贈され、現在も所蔵されている。

## 系譜
| 父母 - 父：宇喜多直家 - 母：円融院（鷹取氏） 兄弟・姉妹 - 異父兄：三浦桃寿丸 - 義兄：宇喜多基家（宇喜多春家の実子で宇喜多直家の養子となる） - 同母姉：容光院（吉川広家室） - 同母姉または妹（明石掃部室） 後世の編纂物に見える姉妹 - 妹（江原親次室） - 女子（浦上宗次室） - 女子（松田元賢室） - 女子（後藤勝基室） - 女子（赤松左兵衛佐広秀室） - 女子（伊賀左衛門久隆室） | 妻妾 - 正室：豪姫（豊臣秀吉の養女、前田利家の娘） - 側室：不明 子女 - 男子（母は豪姫、天正17年（1589年）生、早世） - 宇喜多秀高（孫九郎、母は豪姫、天正19年（1591年）生） - 理松院（母は豪姫、山崎長郷室→富田重家室）あるいは（前田修理室） - 宇喜多秀継（小平次、母は豪姫、慶長2年（1597年）生） - おなぐ（寿星院）（養子、伏見宮貞清親王室） - おふり（先勝院）（川口長太郎室→善福寺住職宣勝室） 伝承による子女 - 宇喜多秀規（越中国富山の浮田家） - 宇喜多秀行 - 宇喜多太兵衛[異説]（栗田太兵衛） - 女子（養子、宇喜多忠家の娘、富田信高室） |

## 関連作品

### ノンフィクション
書籍
- 高山友禅『戦国の宇喜多一族』（山陽新聞社、1992年）※著者は宇喜多同族会事務局長。
- 立石定夫『戦国宇喜多一族』（新人物往来社、1988年、絶版）ISBN 978-4-404-01511-2
- 浮田丈男『封じ込められた宇喜多秀家とその一族』（文芸社、2001年）
- 光成準治『関ヶ原前夜 西軍大名たちの戦い』（NHK出版、2009年）ISBN 978-4140911389
- 大西泰正『豊臣期の宇喜多氏と宇喜多秀家』（岩田書院、2010年）ISBN 978-4-872-94612-3
- 市川俊介『岡山戦国物語』（吉備人出版、2010年）ISBN 978-4860692643
- 渡邊大門『戦国期浦上氏・宇喜多氏と地域権力』（岩田書院、2011年）ISBN 978-4-872-94698-7
- 大西泰正 編『備前宇喜多氏（論集 戦国大名と国衆⑪）』（岩田書院、2012年）ISBN 978-4-87294-781-6
- 大西泰正『シリーズ・実像に迫る013　宇喜多秀家』（戎光祥出版、2017年）ISBN 978-4-86403-261-2
- 森脇崇文 編『宇喜多秀家』戎光祥出版〈織豊大名の研究 12〉、2024年10月。ISBN 978-4-86403-545-3。

論文
- しらが康義「戦国豊臣期大名宇喜多氏の成立と展開」（『岡山県史研究』第6号、1984年）
- 寺尾克成「宇喜多秀家篇」（『歴史読本』720号：特集 豊臣五大老と関ケ原合戦、2000年）
- 大西泰正「秀家死後の宇喜多氏」（『日本歴史』第727号、2008年）
- 大西泰正「宇喜多秀家論」（『史敏』2009春号、2009年）
- 森脇崇文「豊臣期大名権力の変革過程―備前宇喜多氏の事例から―」（大阪歴史学会発行『ヒストリア』第225号、2011年）

史料
- 土肥経平『備前軍記』（吉備群書集成刊行会『吉備群書集成』第参輯所収、絶版）※軍記物
- 『宇喜多戦記』（吉備群書集成刊行会『吉備群書集成』第参輯所収、絶版）※軍記物
- 柴田一『新釈備前軍記』（山陽新聞社、1996年）※『備前軍記』の現代語訳

その他
- 渡邊大門『宇喜多直家･秀家父子の虚像と実像』DVD（ジャパンライム、2012年）JAN 4562301590315

### フィクション
小説
- 森本繁『傷ついた備前烏 備前宰相秀家の母』（山陽新聞社、1988年）
- 野村敏雄『宇喜多秀家 秀吉が夢を託した男』（PHP文庫、1996年）
- 津本陽『宇喜多秀家 備前物語』（文藝春秋、1997年）
- 風野真知雄『幻の城‐大坂夏の陣異聞』（祥伝社文庫、2009年）
- 縞田七重『宇喜多秀家の松』(論創社、2014年)
- 上田秀人「無為秀家」（『決戦！関ヶ原』収録、講談社、2014年）※文庫版未収録
- 木下昌輝『宇喜多の楽土』（文藝春秋、2018年）

楽曲
- さくらゆき『返照』（詞：小栗さくら、曲：田中俊輔）
- 天月‐あまつき‐『星月夜』（詞：長谷川澪奈・天月‐あまつき‐、曲：KoTa・原田雄一 2016年）舞台「幻の城～戦国の美しき狂気～」テーマソング

テレビドラマ
- 『関ヶ原』（1981年、TBS、演：三浦友和）
- 『おんな太閤記』（1981年、NHK大河ドラマ、演：角田英介→阪本良介）
- 『徳川家康』（1983年、NHK大河ドラマ、演：浜田光夫）
- 『秀吉』（1996年、NHK大河ドラマ、演：浅利陽介→西手武）
- 『葵 徳川三代』（2000年、NHK大河ドラマ、演：香川照之）
- 『利家とまつ〜加賀百万石物語〜』（2002年、NHK大河ドラマ、演：芦田昌太郎）
- 『功名が辻』（2006年、NHK大河ドラマ、演：安田顕）
- 『天地人』 （2009年、NHK大河ドラマ、演：須賀貴匡)
- 『江〜姫たちの戦国〜』 （2011年、NHK大河ドラマ、演：斉藤悠)
- 『軍師官兵衛』 （2014年、NHK大河ドラマ、演：武田航平)
- 『真田丸』（2016年、NHK大河ドラマ、演：高橋和也)
- 『どうする家康』（2023年、NHK大河ドラマ、演：柳俊太郎)

舞台
- 舞台「幻の城～戦国の美しき狂気～」‐もっと歴史を深く知りたくなるシリーズ‐（2015年10月9日 - 10月18日、EXシアター、原作：風野真知雄『幻の城‐大坂夏の陣異聞』、演：鈴木拡樹）

映画
- 『関ヶ原』（2017年、東宝、演：生島翔）

アニメ
- 『ねこねこ日本史』（声：小林ゆう）

漫画
- 『風雲児たち』（みなもと太郎作）